# Bahnhöfe in Turku
Über mehrere Bahnhöfe in Turku ist die finnische Großstadt Turku an das Eisenbahnnetz der VR-Yhtymä angeschlossen. Unter anderen handelt es sich um den Hauptbahnhof, den Bahnhof Turku satama in der Nähe des Hafens und den Bahnhof Kupittaa im gleichnamigen Stadtteil. Von Turku aus führen Bahnstrecken in Richtung Helsinki, Uusikaupunki und Tampere.
Bei der Einteilung des Eisenbahnverkehrsstandortes Turku entstanden am 9. Januar 2005 die Verkehrsstellen Kupittaa, Turku asema (Hauptbahnhof), Turku tavara (Güterbahnhof), Turku satama (Hafenbahnhof) und Turku Viheriäinen.

## Hauptbahnhof
Turku Hauptbahnhof (finnisch Turun päärautatieasema, schwedisch Åbo centralstation) wurde am 13. Januar 1876 eröffnet und ist der wichtigste Personenbahnhof in Turku. Der Güterverkehr im Personenbahnhof wurde am 1. September 2005 eingestellt.

## Kupittaa
Der Bahnhof Kupittaa (schwedisch Kuppis, Abkürzung: Kut) liegt im gleichnamigen Stadtbezirk, etwa drei Kilometer entfernt vom Hauptbahnhof. In der unmittelbaren Nähe befindet sich der Turku Science Park. Der Bahnhof wurde am 16. März 1914 unter dem Namen Turku Itäinen (schwedisch Åbo Östra) eröffnet. Die Umbenennung erfolgte zum 31. Januar 1946. Der Personenverkehr wurde am 27. Mai 1979 eingestellt, der Güterverkehr 1993. Die versuchsweise Wiederaufnahme des Personenverkehrs erfolgte vom 18. August 1986 bis 14. August 1987, die Wiedereröffnung für den regulären Personenverkehr am 29. Mai 1988.

## Turku Viheriäinen
Am 1. August 1957 wurde Turku Viheriäinen für Neste Oy als Nebengleis des Bahnhofes Turku eröffnet. Am 1. Januar 1968 wurde dieses Nebengleis in eine eigenständige Verkehrsstelle mit dem Endbahnhof der nur im Güterverkehr betriebenen, etwa zehn Kilometer langen Bahnstrecke Turku–Viheriäinen umgewandelt (Abkürzung: Vie, bis 30. Juni 1977 Vihe). Am 1. Februar 2010 wurde ein Teil der Verkehrsstelle Turku Viheriäinen stillgelegt, der Rest wieder dem Bahnhof Turku zugeteilt.

## Ikituuri
Die Haltestelle Ikituuri (Abkürzung: Iti) war ein Haltepunkt an der Uferlinie östlich der Brücke über den Fluss Aurajoki. Der Haltepunkt wurde im Juni 1978 für den Messeverkehr zum Kongresszentrum Ikituuri eröffnet und wurde nur bei Messen betrieben. Es war ein einfacher mit Kies bedeckter Bahnsteig mit Betonkanten. Die Nutzung blieb gering, deshalb wurde der Haltepunkt im Mai 1988 geschlossen.

## Turku satama
In der Nähe des Hafens von Turku befindet sich der Bahnhof Turku satama (finnisch Turun sataman rautatieasema, schwedisch Åbo hamns järnvägsstation, Abkürzung: Tus).
Im Herbst 2009 wurde im Hafen von Turku in der Drehgestell-Austauschhalle von SeaRail ein neues Gleis mit zwei Spurbreiten fertiggestellt. Er hat abwechselnd 1435 mm und 1524 mm Spurweite. Auf dem Gleis können besonders lange Gegenstände transportiert werden, zum Beispiel 120 Meter lange Schienen. Von den offenen Waggons wird das Ladegut mit Gabelstaplern leicht angehoben, die Wagen unterschiedlicher Spurweite darunter gewechselt und die Ladung wieder abgesenkt. Die Wagen wurden von einer normalspurigen Rangierlokomotive so bewegt, dass die normalspurigen und breitspurigen Wagen mit Schraubenkupplungen miteinander verbunden sind. SeaRail verfügte über drei normalspurige Otso4-Lokomotiven aus dem Besitz von Finnsteve in Turku.
Dort beginnen und enden zu den Ankunfts- und Abfahrtszeiten der Viking-Line- und Siljafähren nach Stockholm in den Morgen- und Abendstunden Reisezüge. Im Jahresfahrplan 2022 verkehren IC-Züge von und nach Helsinki, Oulu und Tampere.

## Turku tavara
Der Güterbahnhof entstand erst bei der Neueinteilung des Verkehrsstandortes Turku am 9. Januar 2005. Die betriebliche Abkürzung ist Tkut.